# Klönschnackplatz

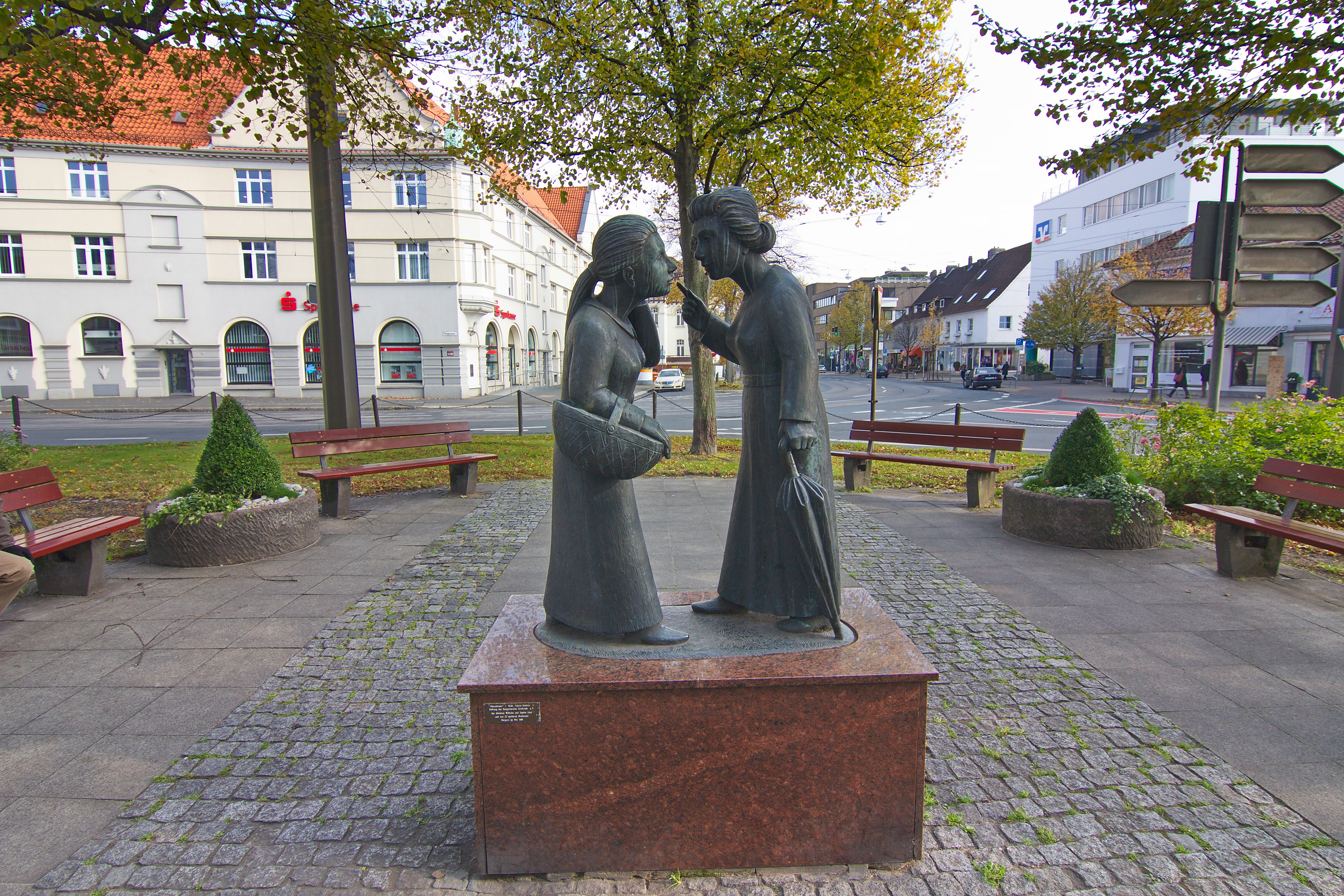
Klönschnack an dem mit Sitzbänken und Grünpflanzen ausgestalteten Platz an der Tiergartenstraße Ecke Großer Hillen und der Brabeckstraße im hannoverschen Stadtteil Kirchrode

Klönschnack in Hannover ist der Titel einer bronzenen Skulptur des Bildhauers Fidelis Bentele. Die Anfang der 1980er Jahre im Ortskern des hannoverschen Stadtteils Kirchrode, Großer Hillen Ecke Tiergartenstraße aufgestellte, rund 1,5 Meter hohe Plastik zeigt zwei Damen, die in der Öffentlichkeit bei einem „Schwätzchen“, einem „Klönschnack“ zusammenstehen. Die Ausgestaltung – auch des umliegenden öffentlichen Raumes – und nicht zuletzt die Aufbringung eines Großteils der notwendigen Geldmittel waren das Ergebnis der Initiativen und jahrelanger Vorarbeiten zahlreicher Anwohner zur Verschönerung ihres Stadtbildes. Mittlerweile hat sich der „Klönschnack“ zum Synonym für das Zentrum Kirchrodes entwickelt: Der Klönschnackplatz war im Zuge des Umgestaltung des hannoverschen Stadtbahnnetzes durch barrierefreie Hochbahnsteige erheblichen Umbaumaßnahmen ausgesetzt.

## Geschichte

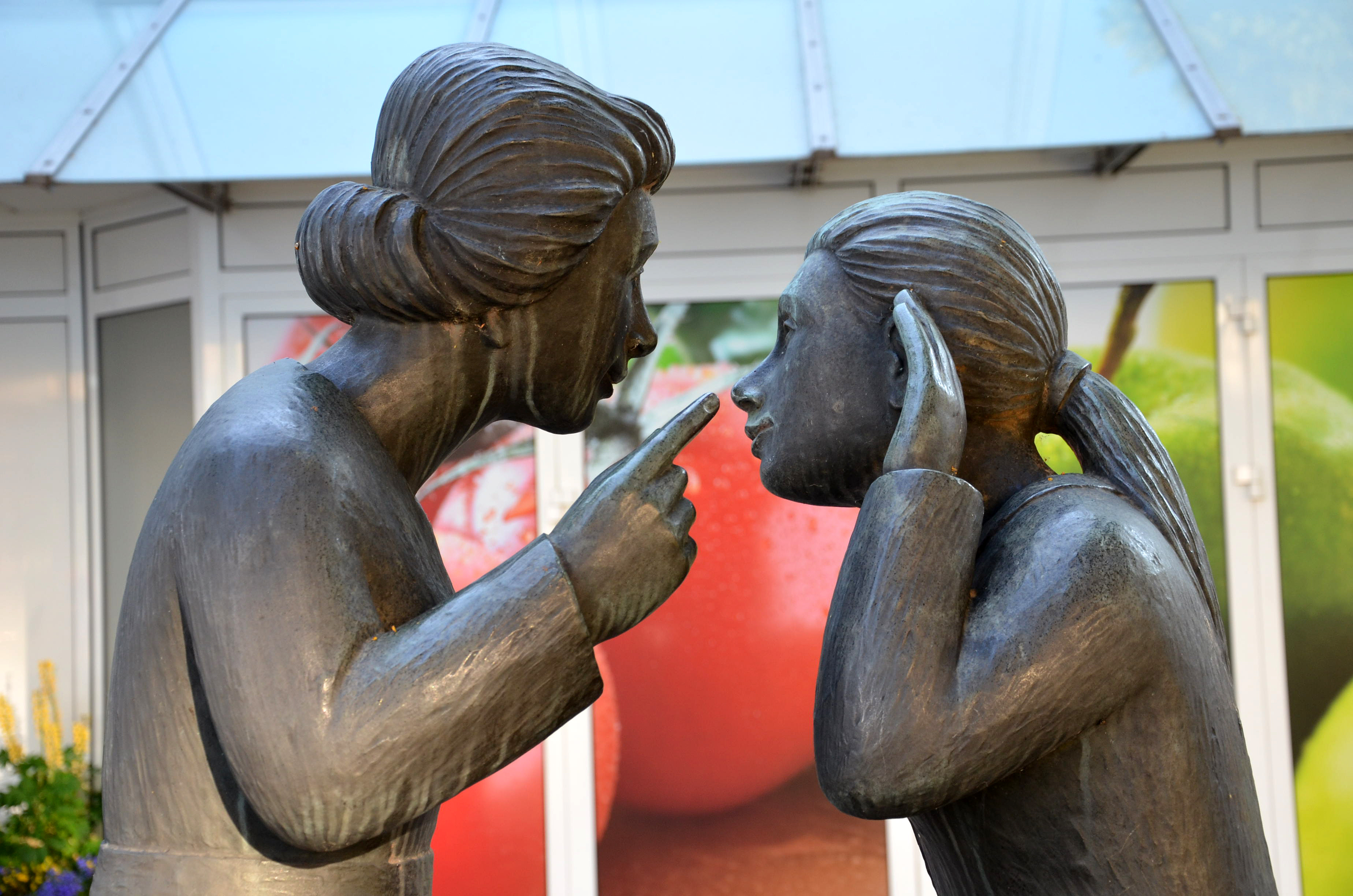
Detailansicht des „Klönschnacks“ der beiden Damen im Ortskern Kirchrodes

Nachdem der Ortsteich schon lange zugeschüttet war und der ehemalige Platz Unter den Linden mit seinen zum Teil denkmalgeschützten Gebäuden im historischen Ortskern Kirchrodes später durch eine zumeist ungepflegte Verkehrsinsel geprägt war, initiierte der Bürgerverein Kirchrode unter ihrem Ersten Vorsitzenden Jürgen Vogelsang Anfang der 1980er Jahre einen Arbeitskreis, um Ideen zu sammeln, wie der Platz an der Ecke Großer Hillen „[...] zu einem angenehmen Aufenthaltsort für die Bürger umgestaltet werden könnte.“
Nach der Entscheidung für eine Plastik anstatt eines ebenfalls angedachten Brunnens sollte eine Skulptur mit zwei sich unterhaltenden Menschenfiguren geschaffen werden. Da durch ein bereits zuvor im privaten Hausgarten der Familie des Vereinsvorsitzenden aufgestelltes Werk des Künstlers Fidelis Bentele – ein bronzener Brunnen mit einem Mädchen und Fischen – allgemein Gefallen gefunden hatte und auch bereits Kontakte zu dem Bildhauer bestanden, sollte Bentele die gewünschte Figurengruppe als Auftragsarbeit zugeteilt werden.
Schon der erste Entwurf in Gips aus der Werkstatt Benteles hatte große Ähnlichkeit mit dem Endprodukt, doch sollte ein anfänglich ausgestalteter Hut bei einer der beiden Damen entfallen: „Das [Regen]Wasser muss ablaufen können“, war eine der Forderungen; die der Witterung ausgesetzten Figuren sollten möglichst wenig nachträglicher Pflege bedürfen. Auch die Frisuren wurden mehrfach verändert – vom strengen Dutt bis zum kessen Pagenkopf wechselte die Mode mehrfach. Für andere Details wurden nur geringfügige Änderungswunsche vorgebracht, die der Künstler dann Zug um Zug in seinen verschiedenen Gipsentwürfen verarbeitete.
Den Anstoß für die Aufstellung eines Kunstwerkes im öffentlichen Raum hatte zwar ein Testament des kinderlosen Ehepaares Sophie und Wilhelm Lück gegeben, durch das der Bürgerverein 35.000 DM erhalten hatte. Doch erst durch persönliche Schreiben des Vereinsvorsitzenden Vogelsang an Kirchroder Bürger und Geschäftsleute kamen – dann allerdings innerhalb weniger Tage – von 25 Bürgern noch einmal etwa derselbe Betrag zusammen, um die bronzenen Damen zu finanzieren.
Am 26. Mai 1984 wurde das mit einer Plastikhülle verdeckte endgültige Standbild auf einem zunächst provisorischen Betonsockel im Rahmen einer Festveranstaltung vor der Öffentlichkeit enthüllt. In seiner Dankesrede hob Jürgen Vogelsang die Bedeutung des Namens „Klönschnack“ hervor; ein Bezug zu den Resten des dörflichen Charakters Kirchrodes, der sich trotz städtebaulichen Wandels noch erhalten hatte.
Die Pflege der Figurengruppe beschränkte sich in der Vergangenheit im  Wesentlichen auf die gelegentliche Entfernung von Farbschmierereien. Die weitere Ausgestaltung der erst später veränderten umliegenden Platzanlage war wiederum der Initiative und kontinuierlichen Pflege durch den Bürgerverein Kirchrode zu verdanken.

## Archivalien
An Archivalien finden sich etwa
- historische Fotografien, darunter von der Enthüllung des Denkmals, im Archiv Jürgen Vogelsang[1]